# 馬柳斯·隆考斯卡斯
馬柳斯·隆考斯卡斯（1986年5月20日—），立陶宛籃球運動員。他現在效力於立陶宛球隊萊塔斯籃球俱樂部。他也代表立陶宛國家籃球隊參賽。